# Campeonato Asiático da Maratona
O Campeonato Asiático da Maratona (em inglês: Asian Marathon Championships) é uma competição Asiática de maratona. Organizado pela Associação Asiática de Atletismo foi retirada do quadro de eventos do Campeonato Asiático de Atletismo em 1988, sendo realizado para homens nas edições de 1973 e 1975 e incluído para as mulheres em 1985.  A competição é bienal com um percurso de 42,195 Km (26 milhas).

## Edições
- Primeiros três campeonatos realizados no Campeonato Asiático de Atletismo.

| Edição | Ano  | Corrida                                             | Cidade      | País          | Datas                      |
| ------ | ---- | --------------------------------------------------- | ----------- | ------------- | -------------------------- |
| -      | 1973 | Campeonato Asiático de Atletismo                    | Marikina    | Filipinas     | 23 de novembro             |
| -      | 1975 | Campeonato Asiático de Atletismo                    | Seul        | Coreia do Sul | 14 de junho                |
| -      | 1985 | Campeonato Asiático de Atletismo                    | Jacarta     | Indonésia     | 29 de setembro             |
| I      | 1988 | Lago Biwa (masculino) Nagoia (feminio)              | Otsu Nagoia | Japão         | 13 de março 6 de março     |
| II     | 1990 | Seul                                                | Seul        | Coreia do Sul | 18 de março                |
| III    | 1992 | N/D                                                 | Bandung     | Indonésia     | 4 de outubro               |
| VI     | 1994 | Beppu-Ōita (masculino) Maratona de Nagoia (feminio) | Oita Nagoia | Japão         | 6 de fevereiro 13 de março |
| V      | 1996 | Chuncheon                                           | Chuncheon   | Coreia do Sul | 27 de outubro              |
| VI     | 1998 | Ayutthaya                                           | Ayutthaya   | Tailândia     | 8 de fevereiro             |
| VII    | 2000 | Pattaya                                             | Pattaya     | Tailândia     | 2 de julho                 |
| VIII   | 2002 | Hong Kong                                           | Hong Kong   | Hong Kong     | 24 de fevereiro            |
| IX     | 2004 | JoongAng Seou                                       | Sul         | Coreia do Sul | 7 de novembro              |
| X      | 2006 | Pequim                                              | Pequim      | China         | 15 de outubro              |
| XI     | 2008 | Hong Kong                                           | Hong Kong   | Hong Kong     | 17 de fevereiro            |
| XII    | 2010 | Pune                                                | Pune        | Índia         | 5 de dezembro              |
| XIII   | 2011 | Pattaya                                             | Pattaya     | Tailândia     | 17 de julho                |
| XIV    | 2013 | Hong Kong                                           | Hong Kong   | Hong Kong     | 24 de fevereiro            |
| XV     | 2015 | Hong Kong                                           | Hong Kong   | Hong Kong     | 25 de janeiro              |
| XVI    | 2017 |                                                     | Dongguan    | China         | 26 de novembro             |
| XVII   | 2019 |                                                     | Dongguan    | China         | 22 de dezembro             |

## Medalhistas

### Masculino
| Ano  | Ouro                           | Ouro    | Prata                            | Prata   | Bronze                           | Bronze  |
| ---- | ------------------------------ | ------- | -------------------------------- | ------- | -------------------------------- | ------- |
| 1973 | Cho Je-Hyung Coreia do Sul     | 2:27:31 | Park Chang-Yuel Coreia do Sul    | 2:33:45 | Jit Bahadur Chetri Nepal         | 2:33:45 |
| 1975 | Sueki Tanaka Japão             | 2:32:06 | Susumu Sato Japão                | 2:37:51 | Jit Bahadur Chetri Nepal         | 2:39:06 |
| 1985 | Ling Jong-Hyen Coreia do Norte | 2:20:29 | Tomio Sueyoshi Japão             | 2:24:26 | Choe Il-Sop Coreia do Norte      | 2:24:52 |
| 1988 | Masayuki Nishi Japão           | 2:15:32 | Kim Chang-Keun Coreia do Sul     | 2:26:56 | Wu Zhihan China                  | 2:29:39 |
| 1990 | Kim Won-Tak Coreia do Sul      | 2:11:38 | Ryuji Kondo Japão                | 2:14:25 | Seon Jin-Soo Coreia do Sul       | 2:15:26 |
| 1992 | Eduardus Nabunome Indonésia    | 2:20:23 | Ryoichi Enaidani Japão           | 2:21:17 | Yoo Young-Hoon Coreia do Sul     | 2:23:27 |
| 1994 | Yukio Suzuki Japão             | 2:19:04 | Eduardus Nabunome Indonésia      | 2:21:09 | Kazumi Sakamoto Japão            | 2:21:38 |
| 1996 | Norihiro Otoshi Japão          | 2:14:02 | Tatsuya Hoshi Japão              | 2:14:03 | Baek Seung-Do Coreia do Sul      | 2:14:05 |
| 1998 | Kenichi Kawakubo Japão         | 2:20:03 | Koji Koyanagi Japão              | 2:24:51 | Vijay Singh Índia                | 2:27:19 |
| 2000 | Kenichi Kawakubo Japão         | 2:26:06 | Sarath Prasanna Gamage Sri Lanka | 2:28:25 | Yukiyasu Ogura Japão             | 2:30:03 |
| 2002 | Satoshi Osaki Japão            | 2:16:46 | Kurao Umeki Japão                | 2:18:03 | Maung Maung Nge Birmânia         | 2:23:15 |
| 2004 | Kim Yi-Yong Coreia do Sul      | 2:11:32 | Masami Soeta Japão               | 2:14:34 | Han Gang China                   | 2:15:12 |
| 2006 | Kenichi Kita Predefinição:PN   | 2:15:37 | Takhir Mamashayev Cazaquistão    | 2:15:58 | Yohei Sato Japão                 | 2:16:39 |
| 2008 | Koichiro Fukuoka Japão         | 2:16:50 | Ser-Od Bat-Ochir Mongólia        | 2:20:18 | Valery Pisarev Quirguistão       | 2:21:45 |
| 2010 | Mohammed Abduh Bakhet Catar    | 2:17:34 | Yusuke Kataoka Japão             | 2:20:28 | Deep Chand Índia                 | 2:20:37 |
| 2011 | Mohammed Abduh Bakhet Catar    | 2:21:06 | Teruto Ozaki Japão               | 2:23:09 | Kenji Takeuchi Japão             | 2:25:33 |
| 2013 | Ser-Od Bat-Ochir Mongólia      | 2:17:56 | Andrey Petrov Uzbequistão        | 2:20:24 | Kenzo Kawabata Japão             | 2:22:22 |
| 2015 | Shingo Igarshi Japão           | 2:14:29 | Pak Chol Coreia do Norte         | 2:16:09 | Olonbayar Jamsran Mongólia       | 2:22:49 |
| 2017 | Gopi Thonakal Índia            | 2:15:48 | Petrov Andrey Uzbequistão        | 2:15:51 | Tseveenravdan Byambajav Mongólia | 2:16:14 |
| 2019 | Daichi Kamino Japão            | 2:12:18 | Ri Kang-bom Coreia do Norte      | 2:12:21 | Ryoichi Matsuo Japão             | 2:14:32 |

### Feminino
| Ano  | Ouro                          | Ouro    | Prata                           | Prata   | Bronze                          | Bronze  |
| ---- | ----------------------------- | ------- | ------------------------------- | ------- | ------------------------------- | ------- |
| 1985 | Asha Agarwal Índia            | 2:48:53 | Yuko Gordon Hong Kong           | 2:54:16 | Sun-Bok Ki Coreia do Norte      | 2:57:28 |
| 1988 | Xie Lihua China               | 2:31:43 | Yoshiko Hidaka Japão            | 2:40:29 | Mar-Mar Min Birmânia            | 2:41:52 |
| 1990 | Lee Mi-Ok Coreia do Sul       | 2:37:15 | Kim Yen-Ju Coreia do Sul        | 2:37:26 | Eri Nagamine Japão              | 2:49:53 |
| 1992 | Sunita Godara Índia           | 2:53:12 | Yi-Lo Man Hong Kong             | 2:55:58 | Yoshiko Hirohama Japão          | 2:57:11 |
| 1994 | Eriko Asai Japão              | 2:30:30 | Akiyo Goto Japão                | 2:43:41 | Winnie Lai-Chu Ng Hong Kong     | 2:36:33 |
| 1996 | Yukari Komatsu Japão          | 2:37:54 | Toshiko Mori Japão              | 2:38:04 | Bang Sun-Hee Coreia do Sul      | 2:39:48 |
| 1998 | Tian Mei China                | 2:46:47 | Vally Sathyabhama Índia         | 3:06:07 | Indiresh Dhiraj Índia           | 3:19:21 |
| 2000 | Sunisa Sailomyen Tailândia    | 2:58:14 | Christabel Martes Filipinas     | 3:05:07 | Winnie Lai-Chu Ng Hong Kong     | 3:09:43 |
| 2002 | Zhang Shujing China           | 2:36:27 | Mio Kiuchi Japão                | 2:38:35 | Hideko Yoshimura Japão          | 2:42:21 |
| 2004 | Zhang Shujing China           | 2:36:22 | Choi Kyung-Hee Coreia do Sul    | 2:38:03 | Bai Xue China                   | 2:42:21 |
| 2006 | Kim Kum-ok Coreia do Norte    | 2:35:16 | Zhang Shujing China             | 2:35:24 | Hyong-Sun Oh Coreia do Norte    | 2:36:48 |
| 2008 | Kim Kum-ok Coreia do Norte    | 2:36:43 | Jong Yong-Ok Coreia do Norte    | 2:36:43 | Mika Hikchi Japão               | 2:36:50 |
| 2010 | Hiromi Ominami Japão          | 2:44:19 | Viktoriia Poliudina Quirguistão | 2:48:46 | Chi Ngan Chow Hong Kong         | 3:01:22 |
| 2011 | Noriko Higuchi Japão          | 2:44:10 | Jiang Xiaoli China              | 2:52:24 | Thi-Binh Pham Vietname          | 2:53:09 |
| 2013 | Kim Kum-ok Coreia do Norte    | 2:32:21 | Kumi Ogura Japão                | 2:35:02 | Iuliia Andreeva Quirguistão     | 2:39:49 |
| 2015 | Kim Hye Gyong Coreia do Norte | 2:31:46 | Kim Mi Gyong Coreia do Norte    | 2:36:08 | Gulzhanat Zhanatbek Cazaquistão | 2:38:36 |
| 2017 | Kim Hye Gyong Coreia do Norte | 2:28:35 | Keiko Nogami Japão              | 2:29:05 | Jo Un Ok Coreia do Norte        | 2:30:01 |
| 2019 | Ri Kwang-ok Coreia do Norte   | 2:30:56 | Mao Uesugi Japão                | 2:31:57 | Kim Ji-hyang Coreia do Norte    | 2:32:10 |

## Quadro geral de medalhas (desde 1988)
Até a edição de 2019
| Ordem | País            | Medalha de ouro | Medalha de prata | Medalha de bronze | Total |
| ----- | --------------- | --------------- | ---------------- | ----------------- | ----- |
| 1     | Japão           | 14              | 15               | 10                | 39    |
| 2     | Coreia do Norte | 6               | 4                | 3                 | 13    |
| 3     | China           | 4               | 2                | 3                 | 9     |
| 4     | Coreia do Sul   | 3               | 3                | 4                 | 10    |
| 5     | Índia           | 2               | 1                | 3                 | 6     |
| 6     | Catar           | 2               | 0                | 0                 | 2     |
| 7     | Mongólia        | 1               | 1                | 2                 | 4     |
| 8     | Indonésia       | 1               | 1                | 0                 | 2     |
| 9     | Tailândia       | 1               | 0                | 0                 | 1     |
| 10    | Uzbequistão     | 0               | 2                | 0                 | 2     |
| 11    | Hong Kong       | 0               | 1                | 3                 | 4     |
| 12    | Quirguistão     | 0               | 1                | 2                 | 3     |
| 13    | Cazaquistão     | 0               | 1                | 1                 | 2     |
| 14    | Sri Lanka       | 0               | 1                | 0                 | 1     |
| 15    | Filipinas       | 0               | 1                | 0                 | 1     |
| 16    | Myanmar         | 0               | 0                | 2                 | 2     |
| 17    | Vietname        | 0               | 0                | 1                 | 1     |
| Total | Total           | 34              | 34               | 34                | 102   |